# Dorsal Peak
Der Dorsal Peak (von englisch dorsal ‚rückenseitig‘) ist ein 324 m hoher Berg an der Nordenskjöld-Küste des Grahamlands im Norden der Antarktischen Halbinsel. Er ragt unmittelbar nördlich des Fish Head Point auf.
Das UK Antarctic Place-Names Committee benannte ihn 2023 in Verbindung mit der Benennung des Fish Head Point. Er erinnert in seiner Form und durch seine Lage an die Rückenflosse eines Fisches.